# The Wartime Siren
The Wartime Siren è un cortometraggio muto del 1913 diretto da Kenean Buel e prodotto dalla Kalem Company. Interpretato da Guy Coombs e da Alice Hollister, il film venne distribuito nelle sale dalla General Film Company il 29 marzo 1913.

## Produzione
Il film fu prodotto dalla Kalem Company

## Distribuzione
Distribuito dalla General Film Company, il film - un cortometraggio in una bobina - uscì nelle sale statunitensi il 29 marzo 1913.